# Сатанизм

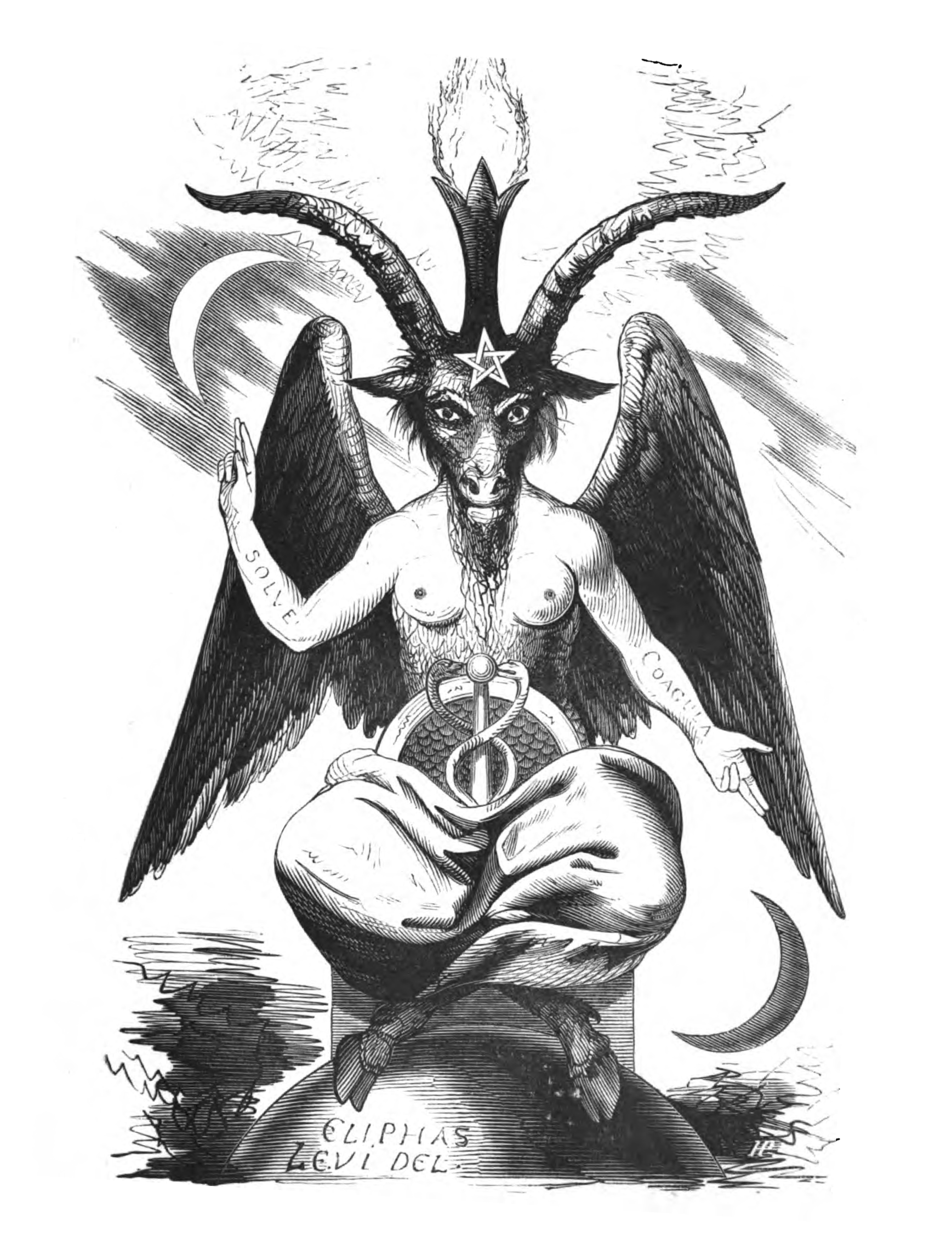
Бафомет

Сигил Бафомета — официальный символ Церкви Сатаны

Сатани́зм, дьяволи́зм, дьяволома́ния, дьяволопокло́нничество — ряд оккультно-религиозных представлений, мировоззрений и верований, оформившихся в XIX веке, в которых образ Сатаны трактуется как символ могущества и свободы.
Некоторые сатанинские культы рассматриваются как вариант отвержения христианской культуры. Само их существование объясняется тем, что Сатана представляется его приверженцами наиболее могущественным, имеющим больше возможностей предоставить им желаемое.
Основные течения: сатанизм Лавея, люциферианство, теистический сатанизм.

## История сатанизма
Хронологически первые истоки сатанизма кроются в самых древних религиях, где воздавались почести суровым и жестоким божествам. В религиях «нового» времени Сатаной (букв. противником) нередко становилось предыдущее божество.
Впервые стройный образ Сатаны или дьявола сформировала иудаистская традиция с использованием халдейских, вавилонских, египетских и прочих божеств и передала его по наследству христианам. Уцелевшие от гонений приверженцы старых богов автоматически были причислены к сатанистам. В Библии такие противники упоминаются около 200 раз с использованием 26 имён. Наиболее часто встречающиеся: дьявол, Сатана, Люцифер, Вельзевул, Велиал, Астарот, Бельфегор, Левиафан. Некоторые из них произошли от имён местных доиудаистских и дохристианских божеств.
Хотя открытая практика сатанизма началась с основания Церкви сатаны в Соединенных Штатах в 1966 году, существовали исторические прецеденты: группа под названием «Ковен Богоматери Эндорской» была основана в Огайо Гербертом Артуром Слоуном в 1948 году.

### Предыстория
Сатанинские культы и секты имеют различные взгляды на возвеличивание тьмы и абстрактного зла, проповедуя поклонение и мистическое общение с источниками зла: Сатаной, тёмными богами, демонами, дивами, гарпиями, суккубами и инкубами, бесами и др.
Сатанизм, как почитание «тёмных богов» — природы в аспекте её мощи и гнева, берёт своё начало в древнем язычестве. Язычник не только верит в существование злого духа, но и служит ему. «Злой дух» — а по сути, воплощение грозной мощи природы — для него такое же божество, как и «добрый дух». При этом гневным «тёмным богам» природы, судьям человечества за порой варварское уничтожение лесов и животных, кровавые войны, насилия и убийства и их умиротворению придавалось не меньшее, а зачастую и большее значение, нежели «светлым» духам-покровителям. С самого начала имело место не поклонение, а именно почитание каких-либо сущностей. Большинство сатанистов любого толка имеют принципом гордость — и среди них считается, что поклонение кому-либо унижает подлинного сатаниста. Однако часть сатанистов — люцифериане наоборот считали и считают образ Люцифера (слово Сатана ими практически не используется) как изначально светлый и позитивный образ. Христианство заняло по отношению к этому духу совершенно иную позицию. Признавая формально его существование, не думая его отрицать, введя это положение в догмат, оно объявило «злого духа», то есть языческий образ бога-царя, рогатого Кернунноса, повелителя стихийной мощи — сатаной (то есть противником), врагом благого божества, как бы противоположением божества. В христианстве всякая попытка обращения к Сатане, как к высшему духу, является богоотступничеством.
Вышесказанное верно для явно тёмных духов, таких как Ламашту, Чернобог, Ламия. Но и другие боги, имевшие целиком или во многом благотворную природу, впоследствии стали демонами. Это связано с тем, что Дьявол аккумулировал в себе в основном черты бога Преисподней, а более обще — неолитического бога Земли. Или ещё точнее — неолитический бог Земли путём длительной и сложной эволюции образа стал Дьяволом христиан. Его цвет — чёрный, что, вероятно, связано с местом его обитания — подземельем, где господствует мрак. К атрибутам Чёрного бога, в частности, относятся огонь, фаллос, змеи, волки, козлы, кошки, естественно — связь с подземным миром. Существенно, что суббота в древности была посвящена именно Чёрному богу, Сатурну, Кроносу, в Юго-Восточной Азии — божественному змею Наге. В Вавилоне день sabattu считался особенно несчастливым, в этот день рекомендовалось ничего не делать, предаваться праздности, и полагалось отказывать себе даже в нуждах. Но изначально sabattu Вавилона не был еженедельным, он связывался только с днём полнолуния. Лишь позднее, но также в Вавилоне, sabattu стал еженедельным. В глазах христиан языческие празднования субботы и почитание Чёрного бога превратились в сборище нечистой силы, отсюда средневековое представление о «шабаше ведьм».

### Сатанизм в европейской истории
В 963 году за сатанизм был отречён папа Иоанн XII.
В XI веке дьявол стал одним из главных персонажей в средневековом европейском сознании. В это же время известно о сатанизме германского императора Генриха IV, который принуждал свою жену Евпраксию Всеволодовну к участию в тайных оргиях — чёрных обеднях.
Укоренение к XIII веку в общественном сознании мифологемы о «кознях дьявола» создало страх перед его властью. Демонология в свою очередь породила демономанию, что привело к ослаблению веры в Бога верой во всемогущество дьявола. Именно отсюда возникло дуалистическое представление равнозначности в мироздании дьявола и Бога. Это представление имело принципиальное значение в еретических движениях павликиан и европейских манихеев — катаров, богомилов и альбигойцев, которых католики обвиняли в сатанизме, поскольку их вероучения носили откровенное признание равнозначности существования двух миров (добра и зла), объявляли дьявола творцом и господином материального мира, а также отводили ему роль благодетеля человеческого рода. Бог же в свою очередь обвинялся во враждебности к человеку и причинении ему вреда, считали Папу Римского наместником Сатаны, а католиков — поклонниками дьявола. Эти еретические движения отвергали официальную христианскую церковь, её учение и обрядность, создавая собственные религиозные объединения. При этом их сакрально-ценностные ориентации проявлялись в разных, хотя и взаимосвязанных, формах: еретики либо отвергали Бога и называли его дьяволом, либо искали поддержки у самого дьявола, разочаровавшись в благодатном значении христианской церкви.
«Полная книга по демонолатрии» называет 1312 год как год создания списка девяти высших демонов, сохраняющегося неизменным (в данной традиции) вплоть до наших дней. В этой же книге отождествляются сатанизм и демонолатрия как синонимы. На данный момент известна как минимум одна сатанинская традиция, утверждающая своё существование с 1312 года. Дата зарождения традиции неизвестна.
Упоминания об организованном поклонении Сатане отслеживаются в Европе в Средние века. Историки свидетельствуют о существовании сатанинского культа при королевском дворе Людовика XIV. Пик увлечения сатанизмом в Европе пришёлся на середину XVII века и охватил высокие светские круги, проявившись в отправлении в сатанинских культах чёрных месс, искажении и воспроизводстве наоборот христианского таинства евхаристии. В качестве жертв на чёрных мессах сатанистов в то время «поставлялись» многие сотни младенцев. Тогда же были детально разработаны основные сатанинские обряды.
В 1966 году в ночь с 30 апреля на 1 мая (Вальпургиеву ночь или Бельтайн) Антон Шандор Лавей основал Церковь Сатаны (англ. The Church of Satan).
Впрочем, сатанизм по-прежнему остаётся лишь одной из традиций.

#### Первое упоминание слова «сатанизм»
Автор книги «Lure of the Sinister: the unnatural history of Satanism» (с англ. — «Притяжение зловещего: неестественная история сатанизма») считает работу Томаса Хардинга «Опровержение книги об апологии англиканской церкви» (1565), в которой рассматривается учение Мартина Лютера, старейшим документом, в котором содержится термин «сатанизм»:

«…о том времени, когда Лютер впервые принёс в Германию этот отравленный букет своих ересей, богохульств и сатанизмов». 
Оригинальный текст (англ.)Meaning the time when Luther first bringed to Germanie the poisoned cuppe of his heresies, blasphemies, and Satanismes— Harding T. A confutation of a booke (by Bp. Jewel) entitled An apologie of the Church of England. ll, ii, 42 b

### Сатанизм XIX века
Тема колдовства, ведьм, богохульства и чёрной мессы привлекала к себе внимание некоторых французских писателей XIX века, что послужило материалом для художественной интерпретации «сатанизма» и деятельности «сатанистов». Одним из наиболее известных примеров подобного описания можно считать роман «Там, внизу» Шарля Гюисманса (1891). Подобные произведения не продвигались далее художественного вымысла, в них отсутствует какое-либо чёткое определение «сатанизма» (к последнему авторы относят всё «гетеродоксальное» — то есть богохульное и еретическое), а описанные в них явления следует, вероятно, относить как к дьяволопоклонничеству, так и демонизму и декадентству.

### Современный сатанизм
Как отмечает доктор философских наук Е. Г. Балагушкин, «Сатанизм, дьяволомания — оккультно-религиозные представления, культ и организации, являющиеся антитезой христианства и оппозиционные к принятым в обществе морально-правовым установлениям», а «главным источником современного сатанизма является массовый культ дьявола, сложившийся в условиях европейского Средневековья в результате взаимодействия двух культур, языческой и христианской, и соответствующих им тенденций: простонародной веры в магию, ведьм и колдунов, опирающихся на поддержку демонов, и церковной демонологии, осудившей ведовство как прислужничество дьяволу».
Кандидат культурологии Е. В. Белоусова считает, что, «по сути, сатанизм — это крайнее выражение материализма и гедонизма современной западной цивилизации».
Кандидат филологических наук Т. Ф. Ефремова определяет сатанизм, как «Идеологию поклонения злу (насилию, растлению, убийству, самоубийству), характеризующуюся отсутствием внутренних сдерживающих начал, не разрешающих совершать преступления, и считающей их — согласно данной идеологии — слабостью; культ Сатаны»; как «Жестокость, человеконенавистничество и крайний цинизм. (качества, приписываемые Сатане.)»; и как «Преклонение перед злым началом в жизни (у романтиков и декадентов).» (полностью идентичное определение в Толковом словаре Ушакова).
Религиоведы Н. А. Трофимчук и М. П. Свищев отмечают, что «некоторые исследователи указывают на близость к сатанизму основных положений, символики саентологов».
Сатанисты Андрей Борцов (Warrax) и Олег Боровой (Olegern) в переписке с Е. К. Дулуманом определяли сатанизм, как «сплав идей и образов, олицетворяющих развитие, многообразие, величие, силу, могущество, творчество, индивидуализм, дерзость, гордость, знание — всего того, что способствует жизни и её развитию».
Последователей сатанинского культа условно можно разделить на четыре типа:
- «Самостоятельно изучающие любители» — это то большинство оккультных молодёжных групп, кого сатанизм привлёк через популярные книги и фильмы по данному предмету, рок-группы, атрибутику сатанизма, то есть интерес исключительно «ради развлечения».
- «Психопатические сатанисты» — это нравственно искалеченные индивиды, имеющие тягу к насилию, садизму, некрофилии и др., которых сатанизм привлекает потому, что он чётко выражает и внешне «облагораживает» их патологические склонности и придаёт им идейную, ритуальную окраску.
- «Религиозные сатанисты» — сложившиеся религиозные группы, открыто рекламирующие себя, имеющие анкеты для поступающих, членские взносы и другие атрибуты — «Церковь Сатаны» (США, Калифорния), «Храм Сета» (США), «Московская церковь Сатаны» (Россия) «Российская церковь Сатаны», «Южный крест», «Чёрный ангел» и др.
- «Чёрные сатанисты» — тайные малочисленные группы, состоящие преимущественно из потомственных адептов Сатаны, серьёзно занимающихся самыми отталкивающими формами оккультизма и поклонения Сатане. Они тщательно скрывают свою деятельность.

#### Теистический сатанизм
Теистический сатанизм (англ. Theistic Satanism), традиционный сатанизм (англ. traditional Satanism), духовный сатанизм (англ. spiritual Satanism) — разновидность сатанизма, основанная на вере в то, что дьявол (Сатана) является божеством, достойным почитания и/или поклонения.

#### Сатанизм Лавея

Сигил Бафомета — официальный символ Церкви Сатаны

Сатанизм Лавея, как авторское учение, притязающее на связь с философией и созданное на его основе новое религиозное движение, был сформулирован в США в 1960-е годы Антоном Шандором Лавеем. Истоки его лежат в 1950-х годах, когда Лавей основал сообщество, названное им Орденом Трапезоида, которое объединило людей, исследовавших оккультизм и практиковавших совокупность магии и гедонистического эгоистического учения Лавея. Сам Лавей признавал, что на формирование его мировоззрения повлияли произведения Фридриха Ницше, Рагнара Рыжебородого, Николо Макиавелли, Айн Рэнд, Джека Лондона, биографии таких известных личностей, как Василий Захарофф, граф Калиостро и Григорий Распутин.
Позднее, накопив достаточно материала и опыта, Антон Лавей пришёл к выводу, что для того, чтобы добиться некоторых изменений в мире, просто ещё одной философии недостаточно, необходимо официальное признание нестандартного мировоззрения как религии, названной им сатанизмом. В 1966 году Лавей основывает «Церковь Сатаны», в 1968 году пишет и в 1969 году публикует «Сатанинскую библию», в которой описываются основы сатанинского мировоззрения.

Основой сатанизма Лавея является пропаганда идеала ницшеанского сверхчеловека. А сама организация Лавея, по мнению российских философов Л. А. Зеленова, А. А. Владимирова и В. А. Щурова, «провозглашает себя сознательным носителем зла и антиподом христианства». В то же время американский религиовед Джон Гордон Мелтон в статье в энциклопедии «Британника» отмечает, что, несмотря на своё название, данная организация «не содействует злым, но скорее гуманистическим идеалам». В то же время сам Антон Лавей писал, что:
В каждом из нас сидит Сатана, и задача состоит лишь в том, чтобы выявить и познать его. Сатанистское начало, заключённое в людях, — главное и наиболее могущественное. Им надо гордиться, а не тяготиться. Его надо культивировать, что мы и делаем в нашем храме с помощью различных магических заклинаний. Загробной жизни не существует, по крайней мере, райской. Поэтому надо спешить наслаждаться земными радостями.

А в «Сатанинской библии» Лавей писал, что:
«Благословен тот, кто разбрасывает врагов своих, ибо они сделают из него героя. Проклят тот, кто творит благо глумящимся над ним, ибо будет презираем… Прокляты покорные и смиренные праведники, ибо они будут раздавлены парнокопытными. Как ни стучите в дверь — не отворится вам, поэтому выбивайте дверь сами… „Возлюби врагов своих и твори благо тем, кто ненавидит и злоупотребляет тобою“, — разве не есть сие презренная философия льстивого пса, который катается на спине, когда его бьют? Так ненавидь же врага своего от всей души и всего сердца, и если кто-нибудь ударит тебя по щеке — дай ему как следует по другой… Да будут прокляты кроткие, ибо они наследуют угнетение… Да будут блаженны сильные, ибо они будут владеть землёй».
«Церковь Сатаны» подвергается обвинениям в попытке создать «добрый» сатанизм, например со стороны Ордена девяти углов (ONA, Order of Nine Angles).
Кандидат культурологии Е. В. Белоусова отмечает, что, «согласно сатанистам, загробной жизни не существует, по крайней мере, райской, поэтому надо спешить наслаждаться земными радостями. Лавей совершенно чётко связывает возрождение сатанизма с культом телесных желаний, снисхождением к плотским вожделениям, характерным для массовой культуры.».

## Лица, повлиявшие на современный сатанизм

### Сатанисты
- Антон Шандор Лавей — основатель Церкви Сатаны и автор «Сатанинской библии» (1969).[39][40]
- Майкл Форд (Michael Ford), автор «Люциферианского ведьмовства» (Luciferian Witchcraft), Liber HVHI и многих других книг. Основатель Black Order of the Dragon («Черного Ордена Дракона») и The Order of Phosphorus («Ордена Фосфория»), ныне глава обоих орденов.
- С. Конноли (S. Connolly), автор «Полной Книги по Демонолатрии» (The Complete Book of Demonolatry) и других.
- Валентин Скавр (Valentin Scavr), автор «Маледиктума» (лат. Maledictum) и «Книги Десяти Воззваний» (лат. Codex Decium), а также ряда других произведений.[значимость факта?]
- Эйстейн Ошет (более известный как «Евронимус»), основатель и гитарист блэк-метал-группы Mayhem.

### Также
- Алистер Кроули[1][22][23][41] — оккультист[22][23], чёрный маг и сатанист[42]. Кроули считал, что «Сатана — не враг человека, а Жизнь, Свет и Любовь»[22]
- Элифас Леви[39] — французский оккультист и таролог.
- А. Д. Чембли (англ. A.D. Chumbley), автор книг Azoetia, Qutub и других. Автор гримуаров по чёрной магии, в которых в частности содержатся воззвания к Люциферу и Ноктиферу, а также упоминания Лилит (как богини).
- Маги Хаоса: Фил Хайн, Питер Кэрролл, Остин Осман Спейр и другие.[43]

## Символика, используемая сатанистами
- Перевёрнутая пентаграмма (правильная пятиконечная звезда, два луча которой направлены вверх) — известна как символ Сатаны с 1854—1856 годов, таковой её назвал оккультист Элифас Леви[44]. При этом на другом изображении козла, Леви изобразил прямую пентаграмму на его лбу.
  - Сигил Бафомета[45] — официальный символ Церкви Сатаны. Являет собой перевёрнутую пентаграмму с вписанной в неё головой козла. В кольцо вокруг пентаграммы, напротив каждого луча звезды, вписано имя «Левиафан» (ивр. לִוְיָתָן‎). Изображение заимствовано из книги «La Clef de la Magie Noire» Станисласа де Гуайта 1897 года[46], и в оригинале имело слова «Samael Lilith» между лучами пентаграммы.
- Шестиконечная звезда (печать царя Соломона[47], звезда Давида[47][45], гексаграмма[48][49][50])
- Число Зверя (666)[45], будучи числом, упомянутым в Библии, является символом, тесно ассоциируемым с сатанизмом. Считается символом Великого зверя или Антихриста. Упорные попытки «втиснуть» в описание Зверя личность Нерона или Калигулы предпринимаются издревле, а в некоторых древних списках Книги Откровения Иоанна вместо 666 даже приводится число 616. Это связано с тем, что слова «Nero Caesar», записанные буквами еврейского алфавита, дают в сумме 666, только если к имени «Nero» в конце добавить ещё одну «N». В противном случае получается сумма 616[51]. Питер Гилмор говорил, что сатанисты с радостью будут его использовать, если это будет ещё больше пугать христиан[52].
- Перевёрнутый крест[45] и символика перевёрнутого креста — несмотря на то что часто ассоциируется с сатанизмом, как и многие другие символы, в сатанизме Лавея не имеет особого значения. По преданиям, на перевёрнутом кресте (Крест Святого Петра) распяли апостола Петра, потому что он считал себя недостойным умереть, как Иисус Христос. Изображён на троне Папы Римского[53].
- Двуглавая змея — специфичная символика, используемая сатанистами на территории постсоветского пространства (в частности, сатанинскими Орденами «Чёрный свет» и «Иерархия Сатаны»). Обозначает два вида власти — светской и религиозной, внутри орденов.
- Козёл[51].
- Рога козла[51], современный атрибут Сатаны, в египетской мифологии воспринимались как символ божественности и плодородия[54]. При этом существовали козлорогие и бараноголовые боги (египетский бараноголовый бог Хнум и греческий бог Пан с козлиной головой), а также богиня Хатхор с рогами коровы.

## Обряды
Сатанизм не имеет единых обрядовых схем, так как являет собой совокупность различных организаций, сект, независимых любителей. Основой сатанинского культа некоторых сатанинских групп является принесение жертвы, под которой понимается не убийство как таковое, а смертные муки любого живого существа. В жертву приносятся животные, а также в особо редких случаях имеют место случаи человеческого жертвоприношения. Вместо настоящей жертвы иногда может быть использован её образ, над которым осуществляются магические действия: кукла, фотография, рисунок, письменное или словесное описание.
Социолог В. Г. Немировский, говоря о ритуалах человеческих жертвоприношений, отмечает, что они «довольно широко распространённые и сегодня в определённых религиозных тайных обществах, в частности в различных сектах сатанинской направленности». В то же время А. Л. Дворкин считает, что «серьёзные сатанинские организации вообще не занимаются человеческими жертвоприношениями».
Также в сатанинских обрядах имеют место сексуальные извращения. Среди многих сатанинских групп активно используются психоактивные вещества, в том числе нелегальные, у ряда сатанинских сект и групп отмечено налаженное взаимодействие с наркомафией.
Дж. Ф. Роудс отмечает, что «организованные традиционные сатанисты представляют собой организованные религиозные группы, поклоняющиеся дьяволу. Они защищены законом о свободе вероисповедания и не связаны с ритуальными преступлениями. Типичные примеры организованного традиционного сатанизма — Церковь Сатаны, Храм Сета и Церковь Судного Дня».

## Сатанинские праздники
Дни, к которым обычно приурочивается чёрная месса:
- Вальпургиева ночь.
- Ламес (на 1 августа).
- Ночь цветения папоротника (канун Ивана Купалы на 7 июля).
- Ночь каждого полнолуния.
- Антон Шандор Лавей утверждал, что самый значимый праздник сатаниста — это его собственный день рождения.

## Сатанизм и общество

### Зарегистрированные сатанинские организации

#### Церковь Сатаны США
Церковь Сатаны (англ. The Church of Satan) — контркультурная группа, основанная в США Антоном Лавеем, которая «провозглашает себя сознательным носителем зла и антиподом христианства». Первая официально зарегистрированная организация, заявившая о сатанизме в качестве своей идеологии. Большая энциклопедия «Терра» отмечает, что Церковь Сатаны «хронологически первая из сатанинских сект».

#### Религиозная организация «Божичи»
6 июня 2014 года в селе Пастырское Черкасской области была официально зарегистрирована религиозная организация «Божичи» (укр. Релігійна громада „Божичі“), «открыто и законно, опираясь на Конституцию Украины, исповедующая дьяволопоклонничество» во главе с С. В. Небогой («Колдун Небога», «Агобен»). Какой-либо связи с Церковью Сатаны Лавея не отмечено. У божичей имеются собственные религиозные книги (Чёрный псалтырь, бесовский молитвослов) и иконографические изображения («адопись») — «Адова троица» (Сатана, Велигор, Верзаул — князья великие), «Иродиана с младенцем Иродом», «Ирод», «Око дьявола», «Абара», «Аржун Непобедимый», «княже Велигор», «Мафава». Многие из праздников божичей совпадают или прямо зависят от христианских, намечается проведение ежедневных сатанинских служб, наряду с чёрным венчанием, посвящением и раскрещиванием. Сам Небога заявляется, что в уставе божичей «прописано поклонение языческим богам», которые, по его словам, отчасти являются прообразами их культа — бесопоклонничества или веретничества, которое Небога провозглашает «одной из ветвей русского чернокнижия», в основе которого «лежит… преклонение ликам бесовским и связь с нечистью (чёртом)» и считает, что оно возникло «после насильственного крещения Руси». В целом Небога считает свою общину «объединением колдунов и ведьм, практикующих веретничество и исповедующих дьяволопоклонничество». Также Небога обращается к культу алтайского чёрного бога Эрлик-хана. В Вальпургиеву ночь в Чернолесье расположенному к северу от Ирдынского болота, сатанисты заложили храм тёмных богов, проект которого основан на увиденном Небогой в старообрядческом поселении, находящемся в 30 километрах от посёлка Ташанта, молельного дома (черной церкви). На территории храма будет построена свечная и адописная мастерские, обрядовый очаг, баня, бытовые постройки и приусадебное хозяйство.. 3 октября 2014 года сооружение, предназначенное для религиозной деятельности организации «Божичи», сгорело, предположительно, из-за поджога. Здание восстановлению не подлежит. В 2017 году Небога присоединился к УАПЦ и стал монахом с именем Киприан.

### Сатанизм как субкультура
Сатанизм нередко выступает под оболочкой молодёжных субкультур, проповедующих культ смерти. Для отношений между представителями этих субкультур характерны следующие моральные ценности:
- вседозволенность,
- животное существование,
- мстительность.

Отсюда вытекают такие свойства, как признание допустимости убийства, предательства, лжи, жестокости, насилия, эгоцентризма и неприятие иного мнения.

### Сатанинские организации и закон

#### Беларусь
В Беларуси Церковь Сатаны и сатанисты официально признаны деструктивной сектой.

#### Великобритания
Осенью 2004 года в британских вооружённых силах был официально зарегистрирован первый сатанист — сержант технической службы Крис Кранмер, служащий на фрегате «Камберленд». Адмирал Джон «Сэнди» Вудвард по этому поводу сказал:
«Моими первыми словами, когда я услышал об этом случае, были: „Боже, что, чёрт побери, здесь происходит? Когда я служил во флоте, одни сослуживцы были англиканами, другие католиками, ни о каких сатанистах я и не слышал никогда. По-моему, это в высшей степени странно“»

#### Германия
В Германии насчитывается 100 тыс. сторонников сатанизма.
По данным экспертов (2002 год), число сатанистов в Германии составляет порядка 6000 человек.
В январе 2003 года канал ZDF сообщил о существовании в Трире секты сатанистов-каннибалов. Также журналисты передали правоохранительным органам материалы, охватывающие в общей сложности «около 20 случаев ритуальных преступлений сатанистов: изнасилования, убийства, каннибализм», — совершённых в Германии и соседних странах за последние 15 лет.
В феврале 2003 года главный прокурор Триера Хорст Роос подтвердил, что с мая 2002 года в судопроизводстве находится дело о «сатанинском насилии».

#### Италия
В Италии, согласно данным исследователя оккультизма профессора Джованни Панунцио, в настоящее время (2012 год) насчитывается «около 8 тысяч сект, их членами являются более 600 тысяч человек».
Наиболее известными являются «Церковь Сатаны» и «Чёрная ложа», «Избранники Сатаны» и «Дети Сатаны».
- Секта «Дети Сатаны» основана в начале 1980-х годов Марко Димитри (внутреннее имя — «Великий зверь 666»), который до этого был адептом уфологического культа «Космическое братство». Называют себя сатанистами языческого образца. С 1982 года устраивают ритуалы в старых заброшенных сараях в провинции Форли, между Римини и Риччоне, в Пезарезе и в районе Болоньи. Позднее построили храм в Болонье с чёрными шторами, масками, черепами и статуями дьявола. Проводят заклинания с тантрическими элементами и ритуалы сексуальной магии, включающие в себя групповой секс и гомосексуальные связи. Вступление является бесплатным, а членский билет с изображением золотого герба и готических букв на чёрном фоне действует один год. Посвящение проводится путём написания цифры 666 кровью Димитри на лбу нового адепта, получающего таким образом «знак зверя». Также составляется и подписывается кровью договор и приносится клятва преданности Сатане[22][82].
- Секта «Чёрная ложа» находится в Риме и распространяет свои взгляды через журнал Torazine, а также различные интернет-сайты, на которых предлагается «сатанистский путь сознания». Культ включает в себя секс. Доктрина секты основывается на сатанизме Антона Шандора Лавея — «тело Сатаны состоит из латентной эротизации человеческих существ». В священных текстах «Чёрной ложи» восхваляются содомия и мастурбация, потому что «благодаря сатанинскому пути тела превращаются в боевые машины, направленные на разрушение христианской культуры посредством наслаждения»[22][82].
- Секта «Избранники сатаны» является самостоятельным течением, основанным в 1989 году в Риме жителем Пулии Вальтером Леонардо Мита, исключённым сразу после вступления из «Детей Сатаны» вместе с любовницей и её мужем. Каждый месяц в первую пятницу секта проводят чёрные мессы и другие ритуалы в районе Римских дворцов на открытом воздухе, где приносят в жертву животных. В 1999 году между Мита и его любовницей произошёл разрыв отношений, которая в свою очередь подала на него иск, обвинив в шантаже при помощи фото, сделанных во время чёрных месс[22][82].
- Секта «Сатанинская реальность» была основана Филиппо Шербой. Члены секты встречаются в Милане, в частных домах или в магазинах, торгующих предметами для магических ритуалов. Поддерживает отношения с Церковью Сатаны Лавея. Считают Сатану сыном Бога и братом Иисуса Христа, а также верят в реинкарнацию. Основой учения является абсолютная власть сильных над слабыми. Особое место занимают так называемый «ритуал мёртвой руки» (вскрытие могилы, отрезание у трупа руки и пребывании некоторое время в закрытом гробу), «ритуал быка» (убийство путём четвертования животного, привязанного к четырём деревьям, олицетворяющим Люцифера, Левиафана, Бестиала и Сатану, и укладывание адепта во внутренности животного жрецом) и «ритуал столба» (практика сексуальной магии)[22][82].

#### Иран
В 2007 году в рамках рейда на «почитателей Сатаны» на тайном рок-концерте около Тегерана полиция арестовала 230 человек.
В 2008 году в интервью газете Etemad заместитель начальника полиции Хуссейн Зульфагари рассказал, что из существующих 3000 сатанинских культов 50 появились в Иране и около половины из них активны. По данным Зульфагари, уже около 200 сатанинских книг переведены на фарси, напечатаны и распространены, в Иране сатанисты «ведут сексуальную эксплуатацию» и «нацелены на распространение исламофобии», стремятся «привлечь молодежь, играя сатанинскую музыку на частных спортивных занятиях», используют книги на английском языке и собираются в парках, чтобы обсудить события страны и поговорить о Сатане.

#### Казахстан
В Казахстане деятельность Церкви Сатаны расценивается как религиозно-экстремистская организация, с которой борется Антитеррористический Центр СНГ.

#### Кыргызстан
В Киргизии официально запрещена деятельность сатанистов, так же как и в других странах Шанхайской организации сотрудничества.

#### Россия
В Россию сатанизм начал проникать с падением коммунизма (хотя есть сведения, что первые сатанинские группы появились в 1980-х), но официально (по состоянию на начало 2010 года) не представлен, хотя некоторые сатанинские группы существуют. Число их членов насчитывается от 50 до 100 тыс. человек. С 2003 года МВД России следит за деятельностью людей, поклоняющихся дьяволу.
В российской научной литературе сатанизм относится к числу «радикально агрессивных» религиозных учений, а также к субкультурам, «миропонимание которых основано на смерти».
Религиовед Е. Г. Балагушкин в 2006 году отметил: «тайные группы сатанистов существуют в ряде городов России и им неоднократно предъявлялись обвинения в совершении тяжких преступлений: только в период 1995—2001 в отношении участников сатанинских сект было возбуждено 5 уголовных дел по различным статьям УК РФ».
Кандидат культурологии, доцент кафедры философии, биоэтики и культурологии УГМА, Е. В. Белоусова отмечает: «Сатанистские секты в России совершают акции агрессивного и деструктивного характера (поджоги православных храмов, убийства священнослужителей). Основной контингент их составляют подростки и молодёжь. Причины, по которым эта группа стремится в магию, приземленного свойства. Жажда денег, власти, заботливо переданная им взрослыми, невозможность воплотить её в жизнь из-за отсутствия условий — всё это подталкивает их к поиску других способов самореализации. И нередким выбором становится магия. Приходя в неё, они зачастую имеют свои представления о том, чего они хотят добиться и как. Для них очень важен быстрый и точный результат. Им чужда классическая эзотерика, требующая не только морально-волевых, но и физических сил, чуждо изучение, размышление, заучивание. Это — потребители, а не исследователи, какими должны быть маги и вообще любые люди, которые изучают что-то новое и, в особенности, нетривиальное».
Главный научный сотрудник ВНИИ МВД России, вице-президент Российской криминологической ассоциации, доктор философских наук, профессор И. Ю. Сундиев считает, что «Религиозный экстремизм у нас обычно связывают с исламским экстремизмом, но это не так. Так же опасность представляют не исламисты, а представители Дьяволопоклоннических сект и тому подобных организаций».
25 марта 2005 года председатель комиссии по здравоохранению и охране общественного здоровья Людмила Стебенкова во время слушаний в Московской городской думе сообщила: «По нашим сведениям, сейчас в Москве насчитывается около 30 сатанистских групп, членами которых являются более 2 тысяч человек. Эти группы представляют около 20 различных направлений». Участники депутатских слушаний пришли к единому мнению, что в действиях такого рода организаций имеются следующие составы преступлений, предусмотренные статьями Уголовного кодекса Российской Федерации — 243 (повреждение памятников истории и культуры), 244 (надругательство над телами умерших), 245 (жестокое обращение с животными), 213 (хулиганство), 214 (вандализм) и ряда других, а сами организации попадают под действие статей 239 (организация объединений, посягающих на личность граждан) и 282 (организация экстремистского сообщества). Также отмечалось, что в своей деятельности сатанисты часто сотрудничают с неонацистскими, экстремистскими и преступными организациями и сообществами.
В Саранске в 1997—1998 годах действовала группа сатанистов «Приверженцы чёрного культа», состоявшая из молодых людей (в основном студентов), собиравшихся по 10-15 человек для совершения чёрной мессы на одной из старых могил городского кладбища.
По состоянию на 2005 год сатанизм в Мордовии не имел представительства в чистом виде.
23 июля 2025 года Верховный суд признал деятельность Международного движения сатанизма экстремистской. Генпрокуратура, комментируя решение Суда заявила, что «сатанисты публично призывают к экстремизму, а также к уничтожению храмов. Последователи движения придерживаются общих принципов сатанизма, используют единую символику и атрибутику, совершают оккультные обряды. Концептуальную основу составляют издания, признанные экстремистскими материалами. Движение тесно связано с проявлениями радикального национализма и неонацизма. Наряду с ритуальными убийствами участники совершают и иные преступления, в том числе в отношении несовершеннолетних», — говорится в заявлении.

#### Словения
В 2009 году главой Отдела по делам религиозных общин был назначен один из сооснователей и член организации «Братья Сатаны» Алеш Гулич.

#### США
В 1980-х годах в пору правления Рейгана существовал феномен массовой истерии касательно преступлений сатанистов. Самые известные преступления, связанные с сатанизмом на Западе, были совершены сектой «Семья» Чарльза Мэнсона, члены которой зверски убили целый ряд людей, в том числе и известную киноактрису Шарон Тэйт, находившуюся тогда на последнем месяце беременности. Мэнсон поддерживал отношения с лондонской молодёжной сатанинской группировкой «Власть». Во время отбывания тюремного заключения сокамерником Мэнсона оказался саентолог, который провёл с ним многочасовые сеансы «одитинга», позднее использованные Мэнсоном в своей секте.
В то же время такая открыто исповедующая сатанизм организация, как «Церковь Сатаны» имеет официальный статус и заносится в реестр признанных вооружёнными силами США религий (в связи с запросом на сатанинские похороны морского офицера, являющегося членом этой организации), проводятся первые сатанинские крещение, свадьбы и похороны.
В 2012 году религиовед Джордж Крайссайдс отмечал, что в 1998 году в США насчитывалось около 20 тысяч сатанистов, хотя согласно другим подсчётам постоянное число практикующих сатанистов не превышает отметку в 3 тысячи человек.

#### Украина
Украинские религиоведы отмечают, что на Украине сатанисты совершают акты вандализма.

#### Франция
Во Франции насчитывается около 300 тыс. сторонников сатанизма.

#### Эстония
В Эстонии сатанизм не признаётся как религия:

Государство не может согласиться с предлагаемой сатанистами формулировкой «церковь сатанистов», поскольку понятие «церковь» (эст. kirik, от греч. Kyriake — Господень дом) в главном своём значении предполагает следование христианству.
— Газета «Молодёжь Эстонии»
24 января 2008 года стало известно, что в одной из эстонских государственных школ для детей с недостатками развития учителями работали адепты сатанинской секты «Чёрной Венеры», поскольку в ночь на 1 сентября сатанисты совершили обряд посвящения «сатане, как носителю неосквернённой жизненной мудрости» всех школ и учебников Эстонии — «освящение хлеба духовного», с целью «уравновешивания навязанной школе христианской веры» и предотвращения превращения воспитания и образования в Эстонии в «лицемерный религиозный самообман». 12 февраля 2014 года Государственный суд Эстонии отклонил жалобу сатанинской организации «Эстонский сатанинский приход» на отказ МВД внести их в качестве религиозной общины в реестр некоммерческих организаций и целевых фондов, тем самым поддержав решение Тартуского уездного суда, который оставил в силе постановление реестрового отдела суда от 30 апреля 2013 года, который в свою очередь обосновал отказ позицией МВД, согласно которой на основании закона о церквах и приходах Эстонии в реестр не может быть внесена религиозная организация, чья деятельность наносит ущерб общественному порядку, здоровью, нравственности. В сентябре 2001 года три эстонские партии — Русская партия Эстонии, Русско-Балтийская партия и Русская партии "Единство" уже выступали против подобной регистрации.

## Интересные факты
- В ряде стран книги одного из идеологов сатанизма американца Лавея («Сатанинская библия», «Сатанинский ритуал» и «Сатанинская ведьма») запрещены. Приложения к Сатанинской библии Лавея состоят из одиннадцати земных правил и девяти сатанинских грехов. В РФ книги Лавея были изданы печатным домом Unholy Words. Издательство «УльтраКультура» издало биографию Антона Лавея.
- Дьяволопоклонники и неонацисты покрывали свастикой, символикой СС и пентаграммами стены и лестничные пролёты в многоквартирном доме на Большой Садовой, где находится знаменитая «нехорошая квартира» из романа М. А. Булгакова «Мастер и Маргарита»[86][87].

## Научная литература

### На русском языке
- Абраменкова В. С. Проблемы раскрытия убийств, совершенных тоталитарными сектами // Сибирский юридический вестник. — 2004. — № 4. Архивировано 7 июня 2014 года.
- Алияров Е. К., Асанбаев М. Б., Умирзакова  Л. А. Новая форма религиозного экстремизма в Казахстане: деструктивные секты и культы // Казахстанский центр гуманитарно-политической конъюнктуры. — Алматы: Казахстанский центр гуманитарно-политической конъюнктуры, 2009. — № 1(61). — С. 47—54. Архивировано 16 мая 2013 года.
- Баймолдина С. М. Криминологические и уголовно-правовые аспекты религиозного экстремизма // Российский криминологический взгляд. — 2008. — № 4. — С. 237—240.
- Балагушкин Е. Г. Нетрадиционные религии в России:морфологический анализ. — М.: ИФ РАН, 1999. — Т. I. — 244 с. — 500 экз. — ISBN 5-201-02012-7. (копия)
- Балагушкин Е. Г. Сатанизм // Религиоведение: Энциклопедический словарь / Под ред. А. П. Забияко, А. Н. Красникова, Е. С. Элбакян. — М.: Академический проект, 2006. — 1256 с. — ISBN 5-8291-0756-2.
- Балагушкин Е. Г. Неоязычество // Новая философская энциклопедия / Ин-т философии РАН; Нац. обществ.-науч. фонд; Предс. научно-ред. совета В. С. Стёпин, заместители предс.: А. А. Гусейнов, Г. Ю. Семигин, уч. секр. А. П. Огурцов. — 2-е изд., испр. и допол. — М.: Мысль, 2010. — ISBN 978-5-244-01115-9.
- Белоусова Е. В. Старая и новая магия: возрождение и развитие // Вестник Челябинского государственного университета. — Челябинск: ЧелГУ, 2009. — № 42. — С. 19—25. — ISSN 1994-2796.
- Беляев Г. Ю. Неформалы — они тоже воспитатели // Проблемы современного образования. — 2011. — № 4.
- Беспаленко П. Н., Римский В. П. Политико-идеологические и социокультурные основания типологии нетрадиционных религий // Известия Тульского государственного университета. Гуманитарные науки. — Тула: Тульский государственный университет, 2009. — № 1. — С. 3—13.
- Богданова О. А. Процесс секуляризации и кризис личности в западной культуре XX века: Монография. — Ростов-н/Д.: Рост. гос. экон. унив., СКНЦ ВШ, 2001. (архив)
- Вебер Г. Всеобщая история:В 15 т. — 2-е. — М., 1893—1896. — Т. 6. — С. 79—85.
- Волков Ю. Г., Добреньков В. И., Кадария Ф. Д., Савченко И. П., Шаповалов В. А. Социология молодежи: Учебное пособие / Под. ред. проф. Ю. Г. Волкова. — Ростов-н/Д: Феникс, 2001. — 576 с. — 10 000 экз. — ISBN 5-222-015-30-0.
- Сатанизм : [арх. 3 января 2023] / Воропаев Д. Н. // Румыния — Сен-Жан-де-Люз. — М. : Большая российская энциклопедия, 2015. — С. 452. — (Большая российская энциклопедия : [в 35 т.] / гл. ред. Ю. С. Осипов ; 2004—2017, т. 29). — ISBN 978-5-85270-366-8.
- Дворкин А. Л. Люциферианство и сатанизм // Сектоведение. Тоталитарные секты. Опыт систематического описания. — 3-е доп. и перераб.. — Нижний Новгород: Христианская библиотека, 2006. — С. 739—743. — 813 с. — 6000 экз. — ISBN 5-88213-050-6.
- Зеленов Л. А., Владимиров А. А., Щуров В. А. История и философия науки : учебное пособие. — Флинта : Наука, 2008. — 471 с. — ISBN 978-5-9765-0257-4.
- Кавендиш, Ричард[англ.]. Магия Запада / пер. М. М. Панина. — М.: Товарищество «Клышников — Комаров и К°», 1994. — ISBN 5-87495-022-2.
- Кавендиш, Ричард[англ.]. Чёрная магия = The Black Arts / Пер. с англ. А. Блейз. — М.: ТЕРРА-Книжный клуб, 2000. — 416 с. — (По ту сторону). — ISBN 5-275-00087-1.
- Кантеров И. Я. Новые религиозные движения США и России: сравнительный анализ // Религиоведение. — 2001. — № 1. — С. 59—64.
- Карпов А. В., Ломакин В. Противодействие сектантским, радикально-религиозным деструктивным организациям и группировкам // Национальные интересы: приоритеты и безопасность: Научно—практический и теоретический журнал. — Издательский дом ФИНАНСЫ и КРЕДИТ, 2010. — № 14 (71). — С. 43—52. — ISSN 2073-2872.
- Квашенников А.С. Политологическая характеристика сатанизма как деструктивной религиозной организации // Вопросы гуманитарных наук. — 2010. — № 3. — С. 284—287.
- Клейменов М. П., Артёмов А. А. Понятие и виды криминального экстремизма // Вестник Омского университета. Серия: Право. — 2010. — № 3. — С. 167—174. — ISSN 1990-5173.
- Ковтун А. Л. Нетрадиционный сатанизм как явление современной российской действительности // Вологдинские чтения. — 2004. — № 38—1. — С. 55—56.
- Ковтун А. Л. Основные течения современного российского сатанизма // Вологдинские чтения. — 2007. — № 63. — С. 8—11.
- Кондратьев Ф. В. Религиозность и психопатология. Аспекты взаимовлияния // Российский психиатрический журнал. — 2012. — № 5. — С. 5—13.
- Лебедева, А. Подростковые уличные формирования // ОБЖ. Основы безопасности жизни.. — 2003.. — № 5 (83). — С. 38—43.
- Львов В. Е. Фабриканты чудес. — Л.: Лениздат, 1974. — 300 с.
- Льюис Дж. Р. Сатанизм сегодня: энциклопедия религии, фольклора и популярной культуры = Satanism today: an encyclopedia of religion, folklore, and popular culture / Пер. с англ. Н. Миронов. — М.: Касталия, 2021. — 416 с. — ISBN 978-5-521-16213-0.
- Манько Ю. В., Оганян К. М. Социология молодёжи: учебное пособие / Рецензенты:доктор социологических наук, профессор Я. А. Маргулян (Институт управления и экономики, Санкт-Петербург); доктор философских наук, профессор, заслуженный деятель науки РФ С. Н. Иконникова. — (Гриф УМО).. — СПб.: ИД «Петрополис», 2008. — 316 с. — ISBN 978-5-9676-0122-8.
- Мартинович В. А. 3.4 Состояние нетрадиционной религиозности в современной Беларуси: типология, динамика распространения, деструктивный характер // Безопасность Беларуси в гуманитарной сфере: социокультурные и духовно-нравственные проблемы / О. А. Павловская [и др.]; под ред. О. А. Павловской; Нац. акад. наук Беларуси Ин-т философии. — Минск: Беларус. навука, 2010. — С. 295—310. — 519 с. — ISBN 978-985-08-1172-1.
- Минеева И. Н. Роль религиозных организаций и сект в формировании конфессиональной ситуации в Республике Мордовия // Вестник Чувашского государственного педагогического университета им. И.Я. Яковлева. — Чебоксары, 2011. — Вып. 69, № 1—2.. — С. 115—119. — ISSN 1680-1709.
- Немировский В. Г. Тайные общества и заговорщики. — СПб.: Питер, 2007. — 240 с. — 4000 экз. — ISBN 978-5-91180-549-4.
- Орлов М. А. История сношения человека с Дьяволом. — М.: «Республика», 1992.
- Пашуто В. Т. Внешняя политика Древней Руси / под ред. В. П. Шушарина. — М.: Наука, 1968. — 473 с. — ISBN 978-5-458-27604-7.
- Писманик М. Г. Лекции по религиоведению. Учебное пособие. — Пермь: Пермский государственный технический университет, 2006. — 245 с.
- Плужников Е. Н. Общественная опасность новых религиозных движений и приоритеты политики их преодоления // Власть. — 2010. — № 6.
- Религии мира: история, культура, вероучение / Под ред. А. О. Чубарьяна, Г. М. Бонгард-Левина. — М.: Олма медиа групп, 2006. — 398 с. — ISBN 978-5-373-00714-6.
- Религиозные организации и межконфессиональные отношения // Социально-экономическое развитие РМ в 2002–2004 гг. –. — Саранск, 2005. — 149–160. с.
- Рогачёва Н. Б. Типы вторичных речевых жанров в интернет-коммуникации // Известия Саратовского университета : Филология. Журналистика. — Саратов: СГУ имени Н. Г. Чернышевского, 2011. — Т. 11, вып. 2.
- Роудс Дж. Ф. Садистическая ритуальная жестокость (sadistic ritualistic abuse) // Психологическая энциклопедия = Concise Encyclopedia оf Psychology / Под ред. Р. Корсини[англ.], А. Ауэрбаха; Науч. ред. пер. на рус. яз. проф. А. А. Алексеева. — 2-е. — СПб.: Питер, 2006. — 1096 с. — ISBN 5-272-00018-8. Архивировано 15 октября 2013 года. (английский текст)
- Саввин А. В. Современный сатанизм: идейные истоки, доктрина, практика / дис. … кандидата философских наук: 09.00.06.. — М.: РАГС, 1999. — 152 с.
- Саенко М. Ю. Молодёжные субкультуры как фактор формирования целостной составляющей духовной сферы российского общества // Симбирский научный вестник. — Ульяновск: УлГУ, УлГПУ, УлГТУ, УлГСХА, 2010. — № 2—2. — С. 143—147. Архивировано 27 августа 2012 года.
- Сатанизм // Britannica Настольная энциклопедия. — М.: АСТ: Астрель, 2006. — Т. II Медуза специфойдная — Ящур. — С. 1663. — 2327 с. — 5000 экз. — ISBN 5-17-039836-0.
- Сатанисты-неонацисты: охота на молодёжь // Наука и религия. — 2005. — № 4. — С. 6.
- Семёнова Т. Н. Глава XI. Современные нетрадиционные культы // Основы религиоведения. Учебник / Под ред. И. Н. Яблокова. — М.: Высшая школа, 1994. — С. 171—172. — 368 с. — ISBN 5-06-002849-6.
- Сидоренко О. П., Корлюк С. С., Посполітак Т. Є., Постоян Т. Г., Філянін М. С. Глава 8 Современные нетрадиционные культы и неорелигии // Релігієзнавство: Підручник / О. П. Сидоренко (ред.). — Киев: Знання, 2007. — 468 с. — (Вища освіта XXI століття).
- Сохранова Л. А., Плугина М. И. Исследование ценностных ориентаций у сатанистов // Материалы Пятой межрегиональной научной конференции «Студенческая наука — экономике России». — Ставрополь, 2005.
- Терюкова Е. А. Социология религии. § 5. Теория секуляризации // Религиоведение: Учебное пособие / Под ред. М. М. Шахнович. — СПб.: Питер, 2007. — С. 345. — 432 с. — («Учебное пособие»). — 3500 экз. — ISBN 978-5-469-00861-3.
- Трофимчук Н. А., Свищев М. П. Церковь Сатаны // Экспансия / Кафедра религиоведения РАГС при Президенте РФ. — М.: Изд-во РАГС, 2000. — 218 с.
- Уразбаев А. О проблемах идеологического противодействия проникновению религиозного экстремизма в Республику Казахстан // Мир Евразии. — 2008. — № 8. — С. 42—44.
- Халиков М. И. Квалификация преступлений, направленных на лишение жизни по мотивам религиозной нетерпимости (религиозный экстремизм) // Вестник Удмуртского государственного университета. — 2009. — Вып. 2, № 2—2. — С. 192—202. — ISSN 1810-5505.
- Чайкин В. Н. Сатанинские секты как источник преступного поведения (на примере Нижегородской области) // Религии Поволжья: проблемы социального служения: Сборник материалов конференции / Российское общество социологов (Нижегородское отделение), Институт социологии РАН (Нижегородский отдел), НГСХА, НГЛУ имени Н. А. Добролюбова, ННГУ имени Н. И. Лобачевского. — Н. Новгород: Пламя, 2009. — С. 221—225. — 336 с. — 500 экз. — ISBN 978-5-902818-23-6. Архивировано 12 июля 2014 года.
- Чернышов М. Ю. От формализма, бездушия и правовой безграмотности наших граждан до сатанизма один шаг // Пробелы в российском законодательстве. — М., 2011. — № 2. — С. 289—299.
- Четверикова О. Н. Лаборатории управления будущего: оккультные секты как партнеры ТНК // Россия XXI. — М.: Международный общественный фонд "Экспериментальный творческий центр" (Центр Кургиняна), 2009. — № 4. — С. 52—83. — ISSN 0869-8503.
- Шагиахметов М. Р. Сознание человека — основные этапы развития // Вестник Южно-Уральского государственного университета. Серия: Социально-гуманитарные науки.. — 2005. — Вып. 47, № 7. — С. 264—276.
- Шапарь В. Б. Психология религиозных сект. — Минск: Харвест, 2004. — 384 с.
- Эко У.. Сатанизм, садизм и тяга к жестокости // История уродства. — М.: Слово / Slovo, 2007. — С. 216—220.
- Церковь сатаны // Большая энциклопедия: В 62 томах. — М.: Терра, 2006. — Т. 57. — С. 289. — 592 с. — ISBN 5-273-00432-2.

### На других языках
на украинском языке
- Абизова Л. В., Полуденко С. В. Тема 16. Сучасні нетрадиційні релігії. // Релігієзнавство: Навчальний посібник / За ред. Мозгового Л. І., Бучми О. В.. — 2-ге вид.. — Киев: Центр учбової літератури, 2008. — С. 236—253. — 264 с. — ISBN 978-966-364-955-9. Архивировано 2 апреля 2013 года.
- Кислюк К. В., Кучер О. Н. Сатаниньскі организації // Релігієзнавство: Навч. посібник для студентів вузів / Народ. укр. акад.. — 5-є вид., виправ. і доп.. — Харьков: Кондор, 2006. — 646 с. — ISBN 966-351-138-9.
- Лешан В. Ю. Сатаністи // Основы  релігієзнавства: Підручник / Чернівецький національний університет ім. Юрія Федьковича, Національний технічний університет України «Київський політехнічний інститут» (НТУУ «КПI»). — Чернівці: Рута, 2005. — С. 193—201. — 304 с. — ISBN 966-568-795-6.
- Петрик В. М. Сатанізм як релігійний та соціальний феномен. — Киев, 2001. — 88 с.
- Петрик В. М. Сатанинські секти // Українське релігієзнавство. — 1999. — № 9. — С. 77—93.

на английском языке
- Bainbridge, William Sims. Satan's Power: A Deviant Psychotherapy Cult. — University of California Press, 1978. — 312 p. — ISBN 0520035461.
- Barnet Richard D., Burriss Larry L. Controversies of the music industry. — Westport: Greenwood Publishing Group, 2001. — 270 p. — ISBN 0-313-31094-7.
- Baskin, Wade. Satanism. — Citadel Press, 1988. — 352 p.
- Bromley David G. Satanism // Encyclopedia of Religion / ed. Linsay Jones. — Second Edition. — 2005. — Т. 12. — ISBN 0-02-865982-1.
- Buckley, John W. Prophecy Unveiled. Understanding the Post Predicting th Future. — Xulon Press[англ.], 2007. — 476 p. — ISBN 978-1-60477-083-4.
- Cavendish, Richard[англ.]. The Black Arts. — New York: Penguin Books, 1967. — 373 p. — ISBN 0-399-50035-9.
- Contemporary Religious Satanisim: A Critical Reader / Jesper Aagaard Petersen. — Ashgate Publishing, 2009. — 277 p. — (Controversial new religions). — ISBN 978-0-7546-5286-1.
  - Petersen, Jesper Aagaard. Introduction: Embracing Satan // Contemporary Religious Satanisim: A Critical Reader / Jesper Aagaard Petersen. — Ashgate Publishing, 2009. — P. 1—26. — 277 p. — (Controversial new religions). — ISBN 978-0-7546-5286-1.
  - Harvey, Graham. Satanism: Performing Alterity and Othering // Contemporary Religious Satanisim: A Critical Reader / Jesper Aagaard Petersen. — Ashgate Publishing, 2009. — 277 p. — (Controversial new religions). — ISBN 978-0-7546-5286-1.
  - Lewis, James R. Infernal Legitimacy // Contemporary Religious Satanisim: A Critical Reader / Jesper Aagaard Petersen. — Ashgate Publishing, 2009. — P. 41—58. — 277 p. — (Controversial new religions). — ISBN 978-0-7546-5286-1.
  - Dyrendal, Asbjørn. Darkness Within: Satanism as a Self-Religion // Contemporary Religious Satanisim: A Critical Reader / Jesper Aagaard Petersen. — Ashgate Publishing, 2009. — P. 59—73. — 277 p. — (Controversial new religions). — ISBN 978-0-7546-5286-1.
  - Davies, Maxwell. Self-Conscious Routinization and the Post-Charismatic Fate of the Church of Satan from 1997 to Present // Contemporary Religious Satanisim: A Critical Reader / Jesper Aagaard Petersen. — Ashgate Publishing, 2009. — P. 75—101. — 277 p. — (Controversial new religions). — ISBN 978-0-7546-5286-1.
  - Lowney, Kathleen. The Devil's Down in Dixie: Studying Satanism in South Georgia // Contemporary Religious Satanisim: A Critical Reader / Jesper Aagaard Petersen. — Ashgate Publishing, 2009. — P. 103—117. — 277 p. — (Controversial new religions). — ISBN 978-0-7546-5286-1.
  - Granholm, Keneth. Embracing Others than Satan: Multiple Princes of Darness in the Left-Hand Pass Milieu // Contemporary Religious Satanisim: A Critical Reader / Jesper Aagaard Petersen. — Ashgate Publishing, 2009. — P. 85—103. — 277 p. — (Controversial new religions). — ISBN 978-0-7546-5286-1.
  - Alisauskienie, Milda. The Peculiarities of Lithuanian Satanism: Between Crime and Atheism in Cyberspace // Contemporary Religious Satanisim: A Critical Reader / Jesper Aagaard Petersen. — Ashgate Publishing, 2009. — P. 121—129. — 277 p. — (Controversial new religions). — ISBN 978-0-7546-5286-1.
  - Ringvee, Ringo. Satanism in Estonia // Contemporary Religious Satanisim: A Critical Reader / Jesper Aagaard Petersen. — Ashgate Publishing, 2009. — P. 129—141. — 277 p. — (Controversial new religions). — ISBN 978-0-7546-5286-1.
  - Smoczinski, Rafal. Cyber-Satanism and Imagined: Dark Symptoms of Late Modernity // Contemporary Religious Satanisim: A Critical Reader / Jesper Aagaard Petersen. — Ashgate Publishing, 2009. — P. 141—153. — 277 p. — (Controversial new religions). — ISBN 978-0-7546-5286-1.
  - Søderlind, Didrik; Dyrendal, Asbjørn. Social Democratic Satanism? Some Examples of Satanism in Scandinavia // Contemporary Religious Satanisim: A Critical Reader / Jesper Aagaard Petersen. — Ashgate Publishing, 2009. — P. 153—171. — 277 p. — (Controversial new religions). — ISBN 978-0-7546-5286-1.
  - Mørk, Gry. "With my Art I am the First in the Face of god": On Old School of Black Metal // Contemporary Religious Satanisim: A Critical Reader / Jesper Aagaard Petersen. — Ashgate Publishing, 2009. — P. 171—198. — 277 p. — (Controversial new religions). — ISBN 978-0-7546-5286-1.
  - Menegotto, Andrea. Italian Martyrs of „Satanism“: Sister Maria Laura Mainetti and Father Giorgio Govoni // Contemporary Religious Satanisim: A Critical Reader / Jesper Aagaard Petersen. — Ashgate Publishing, 2009. — P. 199—211. — 277 p. — (Controversial new religions). — ISBN 978-0-7546-5286-1.
  - Evans, Dave. Speculating on the Point 003 Percent? Some Remarks on the Chaotic Satanic Minorities in the UK // Contemporary Religious Satanisim: A Critical Reader / Jesper Aagaard Petersen. — Ashgate Publishing, 2009. — P. 211—231. — 277 p. — (Controversial new religions). — ISBN 978-0-7546-5286-1.
  - Crabtree, Vexen. Reflections on Satanism // Contemporary Religious Satanisim: A Critical Reader / Jesper Aagaard Petersen. — Ashgate Publishing, 2009. — P. 231—239. — 277 p. — (Controversial new religions). — ISBN 978-0-7546-5286-1.
  - Flowers, Steven E. Excepts from Lords of the Left-Hand Path: A History of Religion Dessent // Contemporary Religious Satanisim: A Critical Reader / Jesper Aagaard Petersen. — Ashgate Publishing, 2009. — P. 239—241. — 277 p. — (Controversial new religions). — ISBN 978-0-7546-5286-1.
  - Jantsang, Tani. Dark Doctrines: Two Examples // Contemporary Religious Satanisim: A Critical Reader / Jesper Aagaard Petersen. — Ashgate Publishing, 2009. — P. 247—255. — 277 p. — (Controversial new religions). — ISBN 978-0-7546-5286-1.
  - Wardinski, Natan. The Satanic Politic // Contemporary Religious Satanisim: A Critical Reader / Jesper Aagaard Petersen. — Ashgate Publishing, 2009. — P. 255—259. — 277 p. — (Controversial new religions). — ISBN 978-0-7546-5286-1.
  - Wolf, Ole. The Culture Cult // Contemporary Religious Satanisim: A Critical Reader / Jesper Aagaard Petersen. — Ashgate Publishing, 2009. — P. 259—267. — 277 p. — (Controversial new religions). — ISBN 978-0-7546-5286-1.
- Chryssides, George D. Historical Dictionary of New Religious Movements. — Rowman & Littlefield, 2012. — P. 305—306. — 415 p.
- Ellis, Bill. Aliens, Ghosts, and Cults: Legends We Live. — University Press of Mississippi, 2003. — 272 p. — ISBN 1-57806-326-4.
- Els Lien, Jonker Kobus. Satanism in South Africa. — Pretoria: Amabhuku Publications, 2000. — 340 p. — ISBN 0620245786.
- Frankfurter, David. Evil Incarnate: Rumors of Demonic Conspiracy and Satanic Abuse in History. — Princeton University Press, 2006. — 286 p. — ISBN 978-0691-11350-0.
- Frederickson, Bruce G. Satanism. — Concordia Publishing House, 1995. — 64 p. — ISBN 0570046785.
- Jenkins, Philip. Using Murder: The Social Construction of Serial Homicide. — Transaction Publishers, 1994. — 262 p. — ISBN 978-0-202-30525-7.
- Jones, David E. Evil in Our Midst: A Chilling Glimpse of Our Most Feared and Frightening Demons. — New York: Square One Publishers, 2002. — 248 p.
- Holmes Ronald M., Holmes  Stephen T. Profiling Violent Crimes: An Investigative Tool. — 4th ed. — Sage Publicatiions[англ.], 2009. — 344 p. — ISBN 978-1-4129-5998-8.
- Larson, Bob. Satanism: the seduction of America's youth. — T. Nelson Publishers, 1989. — 223 p.
- Lewis, James R. Who Serves Satan? A Demographic and Ideological Profile // Marburg Journal of Religion. — Marburg: Philipps-Universität Marburg, 2001. — Вып. 6, № 2. — С. 1—25.
- Lewis, James R. Satanism Today: An Encyclopedia of Religion, Folklore, and Popular Culture. — ABC Clio Inc., 2001. — 371 с. — ISBN 1-57607-292-4.
- Lewis, James R.; Petersen, Jesper Aagaard. The Encyclopedic Sourcebook of Satanism. — Prometheus Books[англ.], 2006. — 374 p.
- Mather, George A. ; Nichols, Larry A. Dictionary of cults, sects, religions, and the occult. — Zondervan Pub. House, 1993. — 384 p. — ISBN 0310531004.
- Mathews, Chris. Modern Satanism: Anatomy of a Radical Subculture. — Greenwood Publishing, 2009. — 246 p. — ISBN 978-0-313-36639-0.
- Melton J. G. Church of Satan // Britannica.
- Nathan, Debbie; Snedeker, Michael. Satan's Silence: Ritual Abuse and the Making of a Modern American Witch-Hunt. — San Jose, New York, Lincoln, Shanghai: Authors Choice Press, 2001. — 317 p. — ISBN 0-595-18955-5.
- Noblitt, James Randall; Perskin, Pamela Sue. Cult and Ritual Abuse: Its History, Anthropology, and Recent Discovery in Contemporary America. — Greenwood Publishing Group, 2000. — 269 p. — ISBN 0-275-96665-8.
- Ottens, Allen J.; Myer, Rick. Satanism: Rumor, Reality, and Controversy. — The Rosen Publishing Group[англ.], 1998. — 122 p. — ISBN 0-8239-2711-3.
- Palermo, George B.; Del Re,  Michele Claudio. Satanism: Psychiatric and Legal Views.
- Paradise, Matt G. Bearing the Devil's Mark. — Purging Talon, 2008. — 200 p.
- Christopher Partridge. The Re-enchantment of the West: Volume 1 Alternative Spiritualities, Sacralization, Popular Culture and Occulture. — London, New York: Continuum International Publishing Group, 2004.
- Pike, Sarah M. New Age And Neopagan Religions in America. — Columbia University Press, 2004. — 220 p. — ISBN 0-231-124023.
- Poole, W. Scott. Satan in America: The Devil We Know. — Rowman & Littlefield Publishers, 2010. — 274 p. — ISBN 978-1-4422-0062-3.
- Roleff, Tamara L. Satanism. — Greenhaven Press, 2002. — 112 p.
- Ross, Colin A. Satanic Ritual Abuse: Principles of Treatment. — Toronto, Baffalo, London: University of Toronto Press, 1995. — 228 p. — ISBN 0-8020-7357-3.
- Satanism. — Encyclopædia Britannica, 2013. Архивировано 12 марта 2013 года.
- Schwarz, Ted; Empey, Duane. Satanism: is your family safe?. — Zondervan Pub. House, 1988. — 207 p.
- Smulo, John. Reaching Nietzschean Individualists Toward A Contaxtualized Apologetic to LaVeyan Satanism // Encountering New Religious Movements : a Holistic Evangelical Approach / Irving Hexham[англ.], Stephen Rost, John Morehead. — Grand Rapids: Kregel Academic, 2004. — P. 243—261. — 322 p. — ISBN 0-8254-2893-9.
- The Satanism Scare / James T. Richardson, Joel Best, David G. Bromley. — New York: Transaction Publishers, 1991. — 320 p. — ISBN 0-202-30379-9.
  - Richardson, James T.; Best, Joel; Bromley, David G. A Satanism as a Social Problem // The Satanism Scare / James T. Richardson, Joel Best, David G. Bromley. — New York: Transaction Publishers, 1991. — P. 3—17. — 320 p. — ISBN 0-202-30379-9.
  - Stevens Jr., Phillips. The Demonology of Satanism: An Anthropological View // The Satanism Scare / James T. Richardson, Joel Best, David G. Bromley. — New York: Transaction Publishers, 1991. — P. 21—39. — 320 p. — ISBN 0-202-30379-9.
  - Russell, Jeffrey Burton[англ.]. The Historical Satan // The Satanism Scare / James T. Richardson, Joel Best, David G. Bromley. — New York: Transaction Publishers, 1991. — P. 41—48. — 320 p. — ISBN 0-202-30379-9.
  - Bromley, David G. Satanism: the New Cult Scare // The Satanism Scare / James T. Richardson, Joel Best, David G. Bromley. — New York: Transaction Publishers, 1991. — P. 41—48. — 320 p. — ISBN 0-202-30379-9.
  - Nathan, Debbie. Satanism and Child Molestation: Constructing the Ritial Abuse Scare // The Satanism Scare / James T. Richardson, Joel Best, David G. Bromley. — New York: Transaction Publishers, 1991. — P. 75—95. — 320 p. — ISBN 0-202-30379-9.
  - Best, Joel. Endangered Children and Antisatanistic Rethoric // The Satanism Scare / James T. Richardson, Joel Best, David G. Bromley. — New York: Transaction Publishers, 1991. — P. 95—107. — 320 p. — ISBN 0-202-30379-9.
  - Martin, Daniel; Fine, Gary Alan[англ.]. Satanic Cults, Satanic Play: Is „Dungeons & Dragons“ a Breeding Ground for the Devil? // The Satanism Scare / James T. Richardson, Joel Best, David G. Bromley. — New York: Transaction Publishers, 1991. — P. 107—127. — 320 p. — ISBN 0-202-30379-9.
  - Jenkins, Philip; Maier-Katkin, Daniel. Occult Survivors: The Making of a Myth // The Satanism Scare / James T. Richardson, Joel Best, David G. Bromley. — New York: Transaction Publishers, 1991. — P. 127—145. — 320 p. — ISBN 0-202-30379-9.
  - Mulhern, Cherrill. Satanism and Psychoterapy: A Rumor in Serch of an Inquisition // The Satanism Scare / James T. Richardson, Joel Best, David G. Bromley. — New York: Transaction Publishers, 1991. — P. 145—175. — 320 p. — ISBN 0-202-30379-9.
  - Hicks, Robert D. A Police Model of Satanism Crime // The Satanism Scare / James T. Richardson, Joel Best, David G. Bromley. — New York: Transaction Publishers, 1991. — P. 175—191. — 320 p. — ISBN 0-202-30379-9.
  - Crouch, Ben; Damphousse, Kelly. Law Enforcement and Satanic Crime Connection: A Survey of „Cult Cops“ // The Satanism Scare / James T. Richardson, Joel Best, David G. Bromley. — New York: Transaction Publishers, 1991. — P. 191—205. — 320 p. — ISBN 0-202-30379-9.
  - Richardson, James T. Satanism in the Courts: From Murder to Heavy Metal // The Satanism Scare / James T. Richardson, Joel Best, David G. Bromley. — New York: Transaction Publishers, 1991. — P. 205—221. — 320 p. — ISBN 0-202-30379-9.
  - Victor, Jeffrey S. The Dinamics of Rumor — Panics about Satanic Cults // The Satanism Scare / James T. Richardson, Joel Best, David G. Bromley. — New York: Transaction Publishers, 1991. — P. 221—237. — 320 p. — ISBN 0-202-30379-9.
  - Green, Tomas A. Accusations of Satanism and Racial Tentions in the Matamoros Cult Murders // The Satanism Scare / James T. Richardson, Joel Best, David G. Bromley. — New York: Transaction Publishers, 1991. — P. 237—249. — 320 p. — ISBN 0-202-30379-9.
  - Balch, Robert W.[англ.]; Gilliam, Margaret. Devil Worship in Western Montana: A Case Study in Rumor Construction // The Satanism Scare / James T. Richardson, Joel Best, David G. Bromley. — New York: Transaction Publishers, 1991. — P. 249—263. — 320 p. — ISBN 0-202-30379-9.
  - Rowe, Laurel; Cavender, Gray. Cauldrons Bubble, Satan's Trouble, But Witches are Okay: Media Constuctions of Satanism and Witchcraft // The Satanism Scare / James T. Richardson, Joel Best, David G. Bromley. — New York: Transaction Publishers, 1991. — P. 263—279. — 320 p. — ISBN 0-202-30379-9.
  - Ellis, Bill. Legend-Trips and Satanism^ Adolescents Ostensive Traditions as „Cult“ Activity // The Satanism Scare / James T. Richardson, Joel Best, David G. Bromley. — New York: Transaction Publishers, 1991. — P. 279—297. — 320 p. — ISBN 0-202-30379-9.
  - Bainbridge, William Sims. Social Constructin from Within: Satan's Process // The Satanism Scare / James T. Richardson, Joel Best, David G. Bromley. — New York: Transaction Publishers, 1991. — P. 297—311. — 320 p. — ISBN 0-202-30379-9.
- Victor, Jeffrey S. Satanic Panic: The Creation of a Contemporary Legend. — Open Court Publishing, 1993. — 408 p. — ISBN 0-8126-9191-1.
- Victor, Jeffrey S. Sexual Attitudes in the Contemporary Legend About Satanic Cults // Institute for Psychological Therapie Journal. — Institute for Psychological Therapies, 1993. — Т. 5, № 2.
- Young W.C. Sadistic ritual abuse. An overview in detection and management // Prim Care. — 1993. — Вып. 20, № 2. — С. 447—458. — PMID 8356163.

## Публицистика
- Дулуман Е. К. Может ли сатанист быть атеистом // Ateism.ru. — 2001. Архивировано 25 января 2013 года.
- Мухтаров Е. О. Деятельность сатанистов в Ярославской области (краткая справка) // Комсомольская правда. — 2009. — 3 июля. Архивировано 20 сентября 2013 года.
- Тарбовский, М. Культ Сатаны // «Европа-Экспресс». — Берлин: Werner Media Group, 06.10.2008. — № 41 (553). Архивировано 6 апреля 2009 года.

## Сатанинские издания
- Акино, Майкл[англ.]. Чёрная магия в теории и на практике = Black Magic in Theory and Practice.
- Бартон, Бланш. Тайная жизнь сатаниста = The Secret Life of a Satanist.
- Гартман Ф. Тайные символы Розенкрейцеров.
- Кроули, Алистер. Книга Закона.
- Лавей, А. Ш. Сатанинская библия = The Satanic Bible / Перевод Игоря Цегановича Бизе. Выходила также под названием «Чёрная библия»
- Лавей, А. Ш. Записная книжка дьявола = The Devil’s Notebook / Перевод Игоря Цегановича Бизе.
- Лавей, А. Ш. Сатанинские ритуалы = The Satanic Rituals / Перевод Игоря Цегановича Бизе.
- Кроули, Алистер. Магия в теории и на практике. — В 2-х т..
- Кроули, Алистер. Равноденствие = The Equinox. — Сб..
- Кавендиш Р. Чёрное искусство = The Black Arts.
- Лайонс А. Сатана хочет тебя = Satan Wants You.
- Священная книга Абрамелина. — Ганга, 2007. — 304 с. — (Магия Телемы). — 1500 экз.